# 2817 Perec
2817 Perec este un asteroid din centura principală, descoperit pe 17 octombrie 1982 de Edward Bowell.